# Г̆
Le gué brève (capitale Г̆, minuscule г̆) est une lettre additionnelle de l’alphabet cyrillique qui a été utilisée en abkhaze. Elle est composée d’un gué diacrité d’une brève.

## Utilisation
Le gué brève a été utilisé dans l’alphabet abkhaze de Tchotchoua de 1909 à 1926.

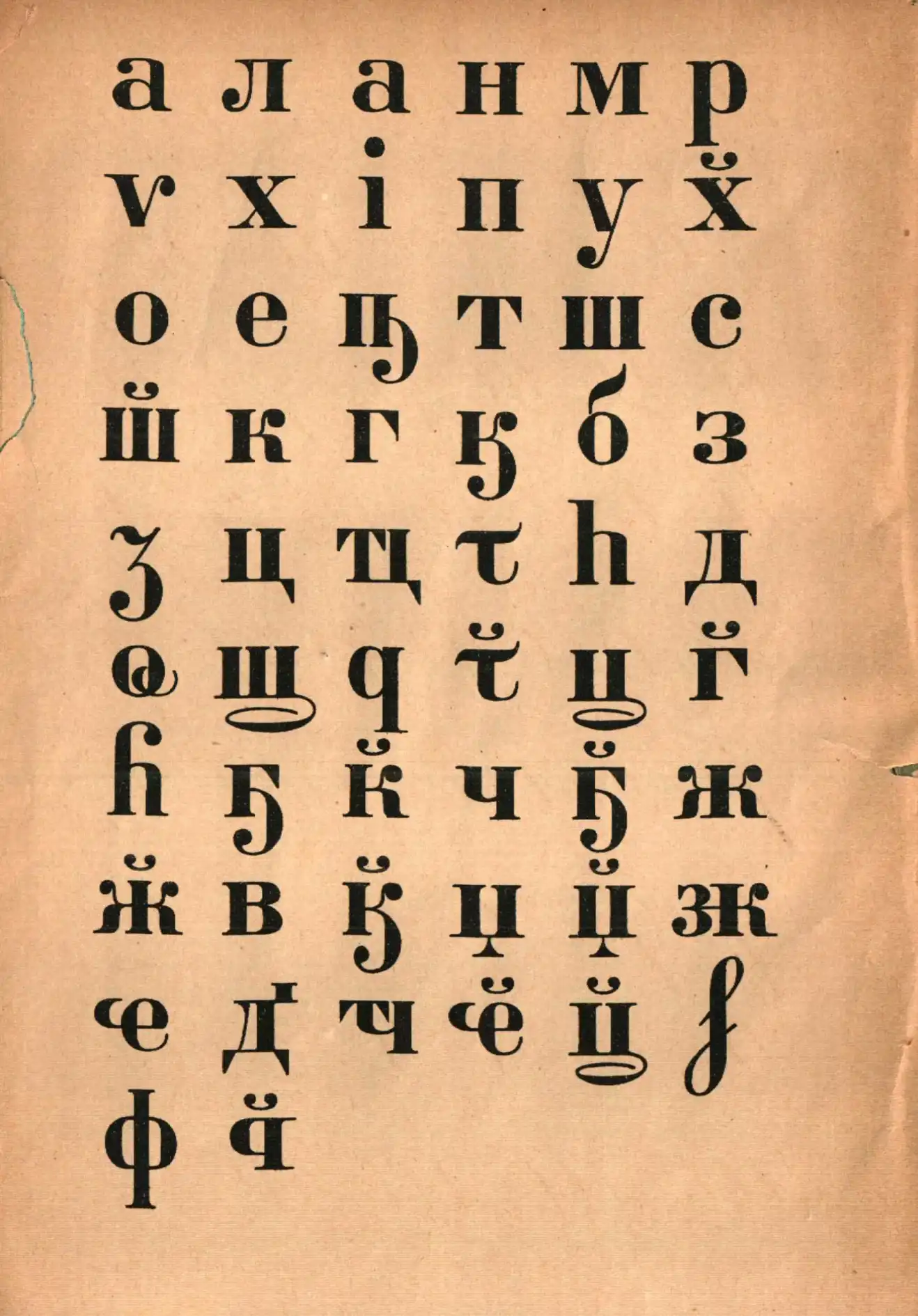
Alphabet abkhaze dans Tchotchoua 1909.

## Représentations informatiques
Le gué brève peut être représenté avec les caractères Unicodes suivants :
- décomposé (cyrillique, diacritiques)

| formes    | représentations | chaînes de caractères | points de code | descriptions                                      |
| --------- | --------------- | --------------------- | -------------- | ------------------------------------------------- |
| capitale  | Г̆               | Г◌̆                    | U+0413 U+0306  | lettre majuscule cyrillique gué diacritique brève |
| minuscule | г̆               | г◌̆                    | U+0433 U+0306  | lettre minuscule cyrillique gué diacritique brève |